# Eriocaulon dalzellii
Eriocaulon dalzellii är en gräsväxtart som beskrevs av Friedrich August Körnicke. Eriocaulon dalzellii ingår i släktet Eriocaulon och familjen Eriocaulaceae. IUCN kategoriserar arten globalt som starkt hotad. Inga underarter finns listade i Catalogue of Life.